# Rodolfo Jannaccone
Rodolfo Jannaccone Pazzi (Como, 15 agosto 1940) è un politico ed economista italiano.

## Biografia
Ha conseguito la laurea in Giurisprudenza all'Università degli Studi di Pavia nel 1964. Incaricato di Politica economica presso l'Università degli Studi di Trieste nel 1972, nel 1982 divenne professore associato di Economia politica presso l'Università di Pavia. Nel 1990 e 1991 è stato docente di Economia e politica industriale presso l'Università degli Studi di Milano.
Consigliere comunale a Pavia, nel giugno 1993 venne eletto sindaco della città, con una giunta leghista, e ricoprì la carica fino al 1995, quando fu sfiduciato con due anni di anticipo dal consiglio comunale. Primo sindaco pavese eletto direttamente dalla cittadinanza, durante il suo mandato si oppose con successo, assieme alla storica dell'arte Rossana Bossaglia, alla ricostruzione della torre civica di Pavia, crollata improvvisamente nel 1989, nonostante le risorse a tale fine fossero già state identificate. Le successive elezioni amministrative proclamarono come suo successore a Palazzo Mezzabarba, il medico Andrea Albergati, in quota centro-sinistra.
Nel periodo in cui è stato sindaco a Pavia ha fatto parte del consiglio direttivo dell'ANCI; è inoltre stato membro del Comitato delle Regioni a Bruxelles dal 1994 al 1998. Ha ricoperto numerosi incarichi, a carattere regionale e nazionale, in Fondazione Agnelli, Fondazione IBM, ISTAT, Censis, Istituto Guglielmo Tagliacarne. È autore di alcune curatele, traduzioni e pubblicazioni sul mercato del lavoro e risorse umane.